# داسو فالكون 50
داسو فالكون 50 (بالإنجليزية: Dassault Falcon 50)‏ هي طائرة رجال الأعمال فرنسية الصنع، أنتجت في 1976. من قبل داسو للطيران. كان أول طيران لها في 7 نوفمبر 1976. صنع منها 352 طائرة.

## المستخدمون
- القوات الجوية الفرنسية
- القوة الجوية الإيطالية

## مشغلون حاليون
- فرنسا

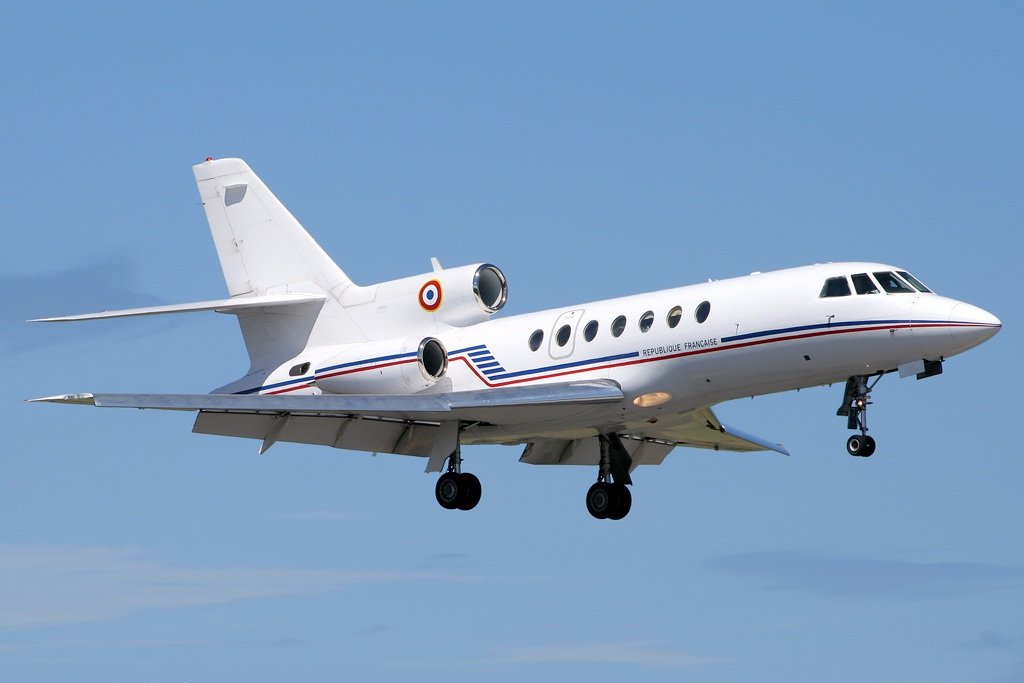
فالكون 50

- إيران - القوات الجوية الإيرانية وميراج آير
- إيطاليا - القوة الجوية الإيطالية
- المغرب
- البرتغال - سلاح الجو البرتغالي
- جنوب إفريقيا - سلاح جو جنوب أفريقيا
- سويسرا - القوات الجوية السويسرية (سوف تخرج من الخدمة يونبو 2013[3])
- فنزويلا - سلاح الجو الفنزويلي
- أوكرانيا - CABI Airlines
- بوليفيا - سلاح الجو البوليفي[4]

### مشغلون سابقون
- بنين
- بلغاريا - القوات الجوية البلغارية
- بوروندي
- جيبوتي - سلاح الجو الجيبوتي
- مصر
- العراق
- الأردن
  - سلاح الجو الملكي الأردني
  - Jordanian Royal Flight
- ليبيا
- رواندا
- صربيا
- إسبانيا - القوات الجوية الإسبانية
- السودان

## طرازات أخرى
- داسو فالكون 900